# HD19712
HD19712 — хімічно пекулярна зоря спектрального класу A0, що має видиму зоряну величину в смузі V приблизно  7,3.
Вона  розташована на відстані близько 542,7 світлових років від Сонця.

## Фізичні характеристики
Телескоп Гіппаркос зареєстрував фотометричну змінність  даної зорі з періодом    2,20 доби в межах від  Hmin= 7,36 до  Hmax= 7,32.

## Пекулярний хімічний вміст
Зоряна атмосфера GSC4708-1424 має підвищений вміст 
Cr
.